# Victualiënbroeders

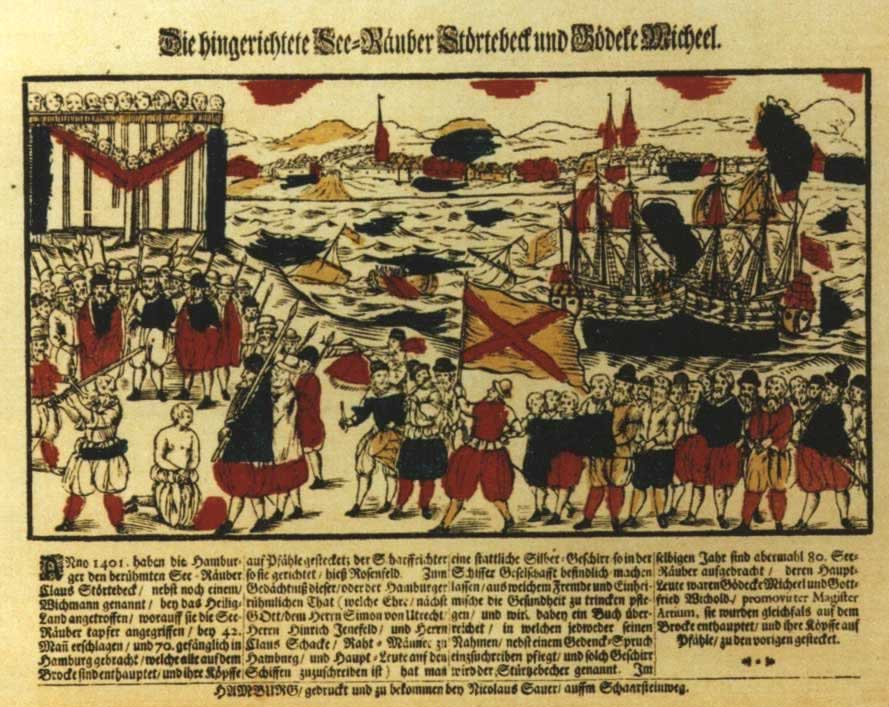
De executie van Klaus Störtebeker en andere Victualiënbroeders in 1401

De Victualiënbroeders (of Vitaliënbroeders of fratres vitualium) waren piraten die in 1392 begonnen als kapers in dienst van Mecklenburg en Zweden, gericht tegen Denemarken en, later, de Hanzestad Lübeck. Een andere naam die aan de piraten werd gegeven was Likedeelers ('gelijk aandeel'). Aanvoerders (kapiteins) waren onder andere Godeke Michels en Klaus Störtebeker. Onder 'victualiën' verstaat men de proviand die men op een scheepstocht meeneemt.
Het begon met het veroveren van Deense en Lübeckse schepen in de Oostzee ter bevoorrading van Stockholm. Al gauw werkten de Victualiënbroeders voor zichzelf. In 1393 plunderden zij de Noorse stad Bergen, en in 1394 veroverden zij de (destijds) Deense stad Malmö en het eiland Gotland. In 1395 werd een vrede overeengekomen tussen Mecklenburg en Denemarken. Onderdeel hiervan was dat de Victualiënbroeders verdreven moesten worden uit de Oostzee. De status van het eiland Gotland in het conflict tussen Mecklenburg en Denemarken was echter nog niet opgelost. Hierdoor konden de Victualiënbroeders het eiland gebruiken als hun uitvalsbasis. In 1398 maakte de Duitse Orde korte metten met Gotland en werden de meeste Victualiënbroeders gedood; de rest vluchtte naar de Noordzee.
De overgebleven Victualiënbroeders vestigden zich in Ostfriesland, Frisia (huidig noordwest Duitsland). De politieke situatie in Frisia was geschikt voor deze piraten annex huurlingen. Frisia kende geen heer of koning en bestond uit allemaal vrije, boeren republiekjes. Hoofdelingen bevochten elkaar in vetes en/of waren in conflict met de graven van Holland en van Oldenburg. De Victualiënbroeders kregen een veilige haven bij Oost-Friese hoofdelingen (in Jever bij Edo Wiemken en in Marienhafe bij Widzel tom Brok). Onder hen ook Klaus Störtebeker. De deelname van Victualiënbroeders in de lokale strijd verergerde de conflicten in Frisia en ook schaadde de piraterij de Hanze handel die ook via de Noordzee liep. Met name Bremen en Hamburg werden getroffen in hun economie.
De steden Hamburg en Lübeck brachten in 1400 een grote vloot bijeen en dwongen te Emden alle hoofdelingen om niet langer een veilige haven te bieden aan de Victualiënbroeders. De resterende Victualiënbroeders vluchtten naar gewest Holland, waaronder Klaus Störtebeker, en naar Noorwegen. Eind dat jaar vestigde Klaus Störtebeker zich op het eiland Helgoland in de Duitse Bocht. De permanent gestationeerd Hanze vloot in de rivier Elbe heeft vervolgens snel slag geleverd met die van Klaus Störtebeker bij Helgoland en hem verslagen. Klaus Störtebeker is gevangen genomen en in Hamburg onthoofd. De andere leider, Godeke Michels, keerde in 1401 terug van Noorwegen, naar waar hij was uitgeweken, en ook naar de kust van Ostfriesland. Zijn vloot werd bij de rivier Wezer overmeesterd en ook Godeke Michels werd geëxecuteerd. Dit was het laatste wat van de Victualiënbroeders dan wel Likedeelers is vernomen. In historische geschriften werden in de gehele 15e eeuw in de Wezerdelta en Oost-Friesland actieve piraten ten onrechte nog wel als Victualiënbroeders aangeduid.